# Psilosiphon
Psilosiphon, monotipski rod crvenih alga iz porodice Batrachospermaceae opisan 1989. godine. Jedina vrsta je slatkovodna alga P. scoparius, rijetka vrsta poznata iz samo dva slatkovodna toka, jedan iz Novog Južnog Walesa i drugi iz Tasmanije. 
Tipski lokalitet vrste je Lamond Creek u Novom Južnom Walesu

## Vanjske poveznice
|  | Zajednički poslužitelj ima još gradiva o temi Psilosiphon |
|  | Wikivrste imaju podatke o taksonu Psilosiphon             |